# Колизей (Кривой Рог)
Колизей — исторический театр и один из первых кинозалов в городе Кривой Рог.

## История
Точная дата завершения строительства не известна, но предполагается, что не позднее 1909 года. Построен частично за средства земства, частично на средства баронессы Марии Эфруа.
С 1917 года в зале театра проходили все городские, уездные и окружные советские, партийные, профсоюзные и комсомольские съезды, конференции и слёты. В июне 1919 года, после проведенного здесь городского собрания молодёжи, 15 юношей и девушек вступили в ряды ЛКСМУ и образовали первую комсомольскую организацию города.
В начале 1922 года театр переименован во Дворец труда. 6 ноября 1922 года, в результате неисправности дымохода, здание театра сгорело.
В ноябре 1931 года театр переименован в «Театр госдрамы Кривбасс» и стал площадкой для криворожского театра «Кривбасс». В 1934 году труппа театра была распущена, театр принимал на гастроли разные коллективы из республиканских столиц и областных центров СССР.
Во время Великой Отечественной войны театр продолжал работать.
В 1944 году здание театра было разрушено. В 1949—1954 годах на месте театра построено здание Криворожского городского театр драмы и музыкальной комедии имени Т. Г. Шевченко.

## Характеристика
Первое капитальное 3-этажное гражданское здание, построенное в стиле модерн, было одним из лучших архитектурных сооружений города. Около 30 лет театр был центром художественной и общественной жизни Кривого Рога.
Зрительский зал вмещал 500 человек (около 600 человек вместе с приставными стульями).